# サルファングアク島
サルファングアク島(サルファングアクとう、グリーンランド語: Sarfannguit Nunataat, デンマーク語: Sarfannguaqland) とは、グリーンランドのケカッタ自治体に属する島。島にはサルファングアクという同名の町がある。